# سيداراوات
سيداراوات (الاسم العلمي: Cidariini)، هي أكبر قبيلة عث في فصيلة الأرفية التي تنتمي إلى فُصيلة لارنتاوات. تشمل العديد من الأنواع المعروفة باسم «عثة السجاد».